# Кнут Бірґерссон
Кнут Бірґерссон (швед. Knut Birgersson; невідомо — 31 грудня 1208) — верховний ярл Швеції, який жив у XII столітті. Був старшим сином Бірґера Броси, походив із династії Б'єльбу.

## Життєпис
Кнут Бірґерссон, очевидно, був призначений верховним ярлом в останні роки правління короля Швеції Сверкера II. Це сталося незважаючи на те, що Сверкер оголосив свого молодшого сина Югана Сверкерссона верховним ярлом після смерті Бірґера Броси, намагаючись затвердити Югана своїм королівським наступником і зменшити владу вищої шляхти, фактично скасувавши посаду верховного ярла, тому жоден дорослий шляхетного походження не міг його зайняти. Юган Сверкерссон був племінником Кнута Бірґерссона, народженим його сестрою Інгегерд Біргерсдоттер. Джерела замовчують про те, як і чому Кнут став ярлом за життя Югана, судячи з усього, він або отримав посаду в результаті компромісу з королем Сверкером, або Сверкер дійсно потребував ефективного верховного ярлу на своїй стороні.
Згідно з одним із джерел, ярл Кнут був одружений з дочкою короля Швеції Кнута I на ім'я Сіґрід Кнутсдоттір. Те ж джерело стверджує, що син Кнута Маґнус Брока був народжений від Сігрід. Ярл Кнут був убитий в 1208 році в битві під Леною, де король Сверкер втратив свій трон на користь сина Кнута Еріка X, який став новим королем Швеції.

## Діти
- Маґнус Брока
- Сесілія Кнутсдоттір